# موسى الحولة
موسى الحولة قرية وبلدية في منطقة حماة التابعة لمحافظة حماة في سورية.
تقع قرية موسى الحولة في جنوب غرب محافظة حماة وتبعد عن مركز المدينة 30 كم وتشكل عقدة مواصلات بين مصياف – الرستن – حمص – حماة ولا توجد فيها مواقع سياحية أو أثرية. تم إحداث البلدية بتاريخ 11 آذار 2004 منفصلاً عن مجلس قرية طلف وانضمت إليها قرية جدرين ويبلغ عدد سكان القريتين معاً 4200 نسمة.